# Jarabe de Palo

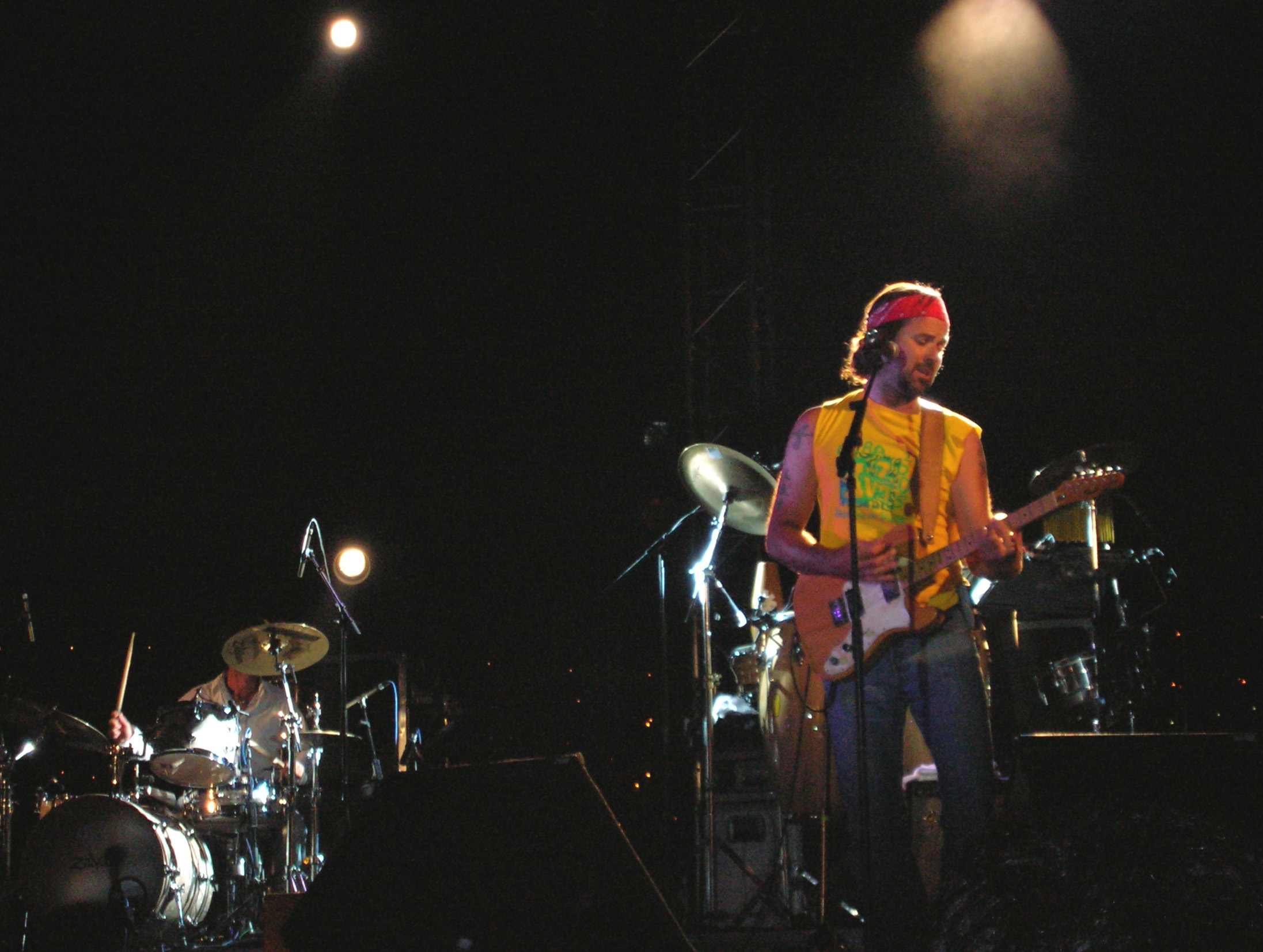
Jarabe de Palo tijdens een concert in 2005

Jarabe de Palo is een Spaanse band die vooral rock en pop speelt met latininvloeden. De groep werd geleid door Pau Donés

## Geschiedenis
Pau Donés (11 oktober 1966 - 9 juni 2020), geboren in Huesca, te Aragón en opgegroeid in Barcelona heeft in verschillende bandjes gespeeld voordat hij zich inliet met zijn huidige project, Jarabe de Palo.
Op zijn 15de begon hij een bandje samen met zijn broer Marc, genaamd J.& Co. Band, en niet veel later richtten ze een tweede op, dat Dentaduras Postizas gedoopt werd.
In deze periode combineerde hij het geven van optredens in Barcelona met een baan in een reclamebureau.
Zijn grote doorbraak kwam er na een reisje naar Cuba, waar hij inspiratie opdeed voor de hit La Flaca, wat meteen ook de titel van zijn eerste album werd. Dit album werd uitgegeven in 1996.
Een jaar later werd deze hit gebruikt in een reclamespotje, waardoor het op slag bekend werd in verschillende landen en er miljoenen cd's verkocht werden. La Flaca werd een zomerhit in 1997.
Na deze doorbraak kwam het erop aan de wereld te bewijzen dat ze meer waren dan een band met één superhit, en met dit idee in het achterhoofd, lanceerden ze Depende (1999), geproduceerd door Joe Dworniak, vooral gekend in Spanje omwille van zijn samenwerking met Radio Futura. Gedurende twee maanden werkten ze aan de opnames in de Moody-studio's te Londen.
Voor dit album werkte de band samen met Ketama, een Spaanse flamencogroep.
Men behield de typische ironische en ingenieuze stijl van Jarabe de Palo, waardoor ze de band met het Spaanse publiek behielden en zelfs een doorbraak maakten in Italië.
In 2001 gooiden ze het over een andere boeg, met De Vuelta y Vuelta met opvallend meer abstracte teksten.
Pau scheert in de eerste videoclip van dit album zijn haar af, als het ware om de stereotypen rond lang haar van zich af te schudden en een verandering binnen de band te symboliseren.
Voor dit album werd samengewerkt met Antonio Vega, Jovanotti, Vico C en Celia Cruz.
In 2003 verscheen het album Bonito waarmee de band probeerde zich te profileren met positievere songs. Hiervoor konden ze op medewerking rekenen van Mártires del Compás, de zangeres Elena Andújar en een Italiaanse vriend, Jovanotti.
In de herfst van 2004 kondigde de band aan op tournee te zullen gaan met hun nieuwe album 1m² (Un metro cuadrado) in samenwerking met vrienden zoals Jorge Drexler, Lucrecia en Chrissie Hynde (The Pretenders).
Begin 2007 presenteerde de groep een nieuw album, Adelantando, dat op 10 april verscheen en waarvan de eerste single Ole half maart te horen was op de radio.
De hieraan gekoppelde tournee ging diezelfde zomer door in Spanje en de rest van Europa.
De tweede single afkomstig van dit album is Déjame Vivir met de medewerking van La Mari de Chambao.
De song A tu lado is gebruikt in reclamespotjes op radio en televisie voor de supermarkt Hipercort.

## Prijzen en samenwerkingsverbanden
De groep heeft enkele belangrijke prijzen in de wacht gesleept, zoals de Premios de la Música, een Premio Ondas en Grammy-nominaties.
Ze werkten reeds samen met La Vieja Trova Santiaguera, Antonio Vega, Vico C en Celia Cruz (soundtrack van El milagro de P. Tinto). Pau heeft ook gecomponeerd voor Ricky Martin en verscheen in een videoclip aan de zijde van Alanis Morissette.

## Discografie
- 1996 - La Flaca
- 1998 - Depende
- 2001 - De Vuelta y Vuelta
- 2003 - Bonito
- 2004 - 1m² (Un Metro Cuadrado
- 2007 - Adelantando
- 2011 - ¿Y Ahora Que Hacemos?
- 2014 - Somos

## Andere bandleden
Alex Tenas -
Jordi Mena -
Maria Roch -
Daniel Forcada -
Toni Saigi
- Gemeinsame Normdatei: 10324099-8
- International Standard Name Identifier: 0000 0001 2111 5737
- Library of Congress Control Number: n2002076290
- MusicBrainz: 38b511a2-76fa-4a1e-9b7a-e2a6efa6399b
- Nationale Bibliotheek van Tsjechië: xx0043510
- Système universitaire de documentation: 175945322
- Virtual International Authority File: 147942996